# Đại học Hải quân (Đế quốc Nhật Bản)
Đại học Hải quân (tiếng Nhật: 海軍大学校; rōmaji: Kaigun daigakkō; phiên âm Hán-Việt: Hải quân đại học hiệu
) là cơ sở đào tạo cao cấp của Hải quân Đế quốc Nhật Bản, tương ứng với Đại học Lục quân của Lục quân Đế quốc Nhật Bản. Đại học Hải quân được thành lập vào năm 1888, đóng tại Tsukiji (Chuō, Tōkyō) với hiệu trưởng đầu tiên là Inoue Yoshika.
Với mục đích là đào tạo sĩ quan cao cấp cho hải quân, Đại học Hải quân chỉ tuyển sinh từ các quân nhân đã tốt nghiệp Trường Quân sự Hải quân và có tối thiểu 10 năm kinh nghiệm thực tế. Vì thế, hầu hết học viên được tuyển vào đều đã có quân hàm đại úy hoặc thiếu tá hải quân. Song vì tiêu chuẩn tuyển chọn cao như vậy đôi khi dẫn tới tuyển sinh không đủ, nên có lúc tiêu chuẩn được nới lỏng. Chương trình đào tạo kéo dài khoảng 1 năm.
Cuối Chiến tranh thế giới thứ hai, Đại học Hải quân đã gần như không còn hoạt động. Và sau khi Đế quốc Nhật Bản đầu hàng, Hải quân Đế quốc Nhật Bản bị giải tán, thì cơ sở đào tạo này cũng bị giải thể.